# シスター (ソニック・ユースのアルバム)
『シスター』（Sister）は、ソニック・ユースが1987年に発表したアルバムである。1994年にDGCからメジャー流通で再リリースされている。

## 解説
前作までの前衛的なノイズサウンドを踏襲しながらも一般的なロックの構成を取り入れ、次作であるデイドリーム・ネイションと並んで高く評価されている作品である。スキツォフレニアやホワイト・クロス、コットン・クラウンは現在にいたるまで多くのライブで演奏されている。
このアルバムはアメリカのSF作家フィリップ・K・ディックの作品群に強い影響を受けて作られた。アルバムタイトルのシスターとは二卵性双生児として生まれながら生後まもなく死亡したフィリップ・K・ディックの妹ジェーンの事である。

## アートワーク
アルバムジャケットの表紙の黒塗り部分は当初リチャード・アベドンの写真が使用されていたが、権利の問題で削除された。裏面も同様にディズニーランドのマジックキングダムの写真が問題となり削除されている。 

## 収録曲
特筆ない限り作曲はソニック・ユース、作詞はヴォーカルが担当している。
1. スキツォフレニア - Schizophrenia  (4:37)
2. (アイ・ガット・ア)カトリック・ブロック - (I Got A) Catholic Block  (2:25)
3. ビューティー・ライズ・イン・ジ・アイ - Beauty Lies in the Eye (2:15)
4. ステレオ・サンクティティ - Stereo Sanctity (3:47)
5. パイプライン キルタイム - Pipeline/Kill Time (4:32)
6. タフ・ナール - Tuff Gnarl (3:13)
7. パシフィック・コースト・ハイウェイ - Pacific Coast Highway (4:16)
8. ホット・ワイアー・マイ・ハート - Hot Wire My Heart (3:21)
  - 70年代のサンフランシスコのパンク・バンドクライムのカバー曲。作詞作曲ジョニー・ストライク
9. コットン・クラウン - Kotton Krown (5:05)
  - DGCの再リリース盤はCotton Crownと表記が変更されている。
10. ホワイト・クロス - White Kross (2:48)
  - DGCの再リリース盤はWhite Crossと表記が変更されている。
11. マスター・ディック - Master-Dik (5:08)
  - CDとして再リリース時に加えられたボーナストラック